# Fernando Vallespín
Fernando Vallespín Oña (Madrid, 3 de abril de 1954) es un profesor universitario y politólogo español. Presidió el Centro de Investigaciones Sociológicas (CIS) entre 2004 y 2008.
Hijo del teniente general Manuel Vallespin González-Valdés.

## Trayectoria
Nació en Madrid en 1954. Vallespín es catedrático de Ciencia Política y de la Administración en la Universidad Autónoma de Madrid (UAM), donde además ha ejercido de vicerrector de Cultura y de director del departamento de Ciencia Política de la Facultad de Derecho.
Ha sido también profesor visitante en las universidades de Harvard, Heidelberg, Frankfurt, Veracruz y Malasia, además de un activo conferenciante en otras universidades en el ámbito nacional y europeo.
Es un experto en teoría política y en pensamiento político, ha publicado más de un centenar de artículos académicos y capítulos de libros de ciencia y teoría política de revistas españolas y extranjeras. Asimismo, forma parte de diversos consejos editoriales de diversas revistas como por ejemplo de FP Edición Española,  y es colaborador habitual del diario El País y de algunas tertulias políticas radiofónicas. Es editor de la Historia de la teoría política que consta de 6 volúmenes.
Fue presidente del Centro de Investigaciones Sociológicas (CIS) entre 2004 y 2008. También fue miembro del comité asesor del extinto think tank Fundación para las Relaciones Internacionales y el Diálogo Exterior (FRIDE). Fue director académico del Instituto Universitario de Investigación Ortega y Gasset de 2012 a 2015 y de NovaGob.
Es académico de la Real Academia de Ciencias Morales y Políticas (medalla nº 12), donde ingresó el 22 de enero de 2019 con un discurso titulado Política y verdad en el Leviatán de Thomas Hobbes. Fernando Vallespín Oña - Real Academia de Ciencias Morales y Políticas

## Obras
- (1990) Historia de la Teoría Política (Compilación) Alianza Editorial, Madrid (España)  (En colaboración con Carlos García Gual, Javier Arce, Andrés Barcala Muñoz, María Jesús Viguera Molins). Tomos 1 al 6.

Autor
- — (1985). Nuevas teorías del contrato social. Madrid: Alianza Universidad.[3]
- — (2000). El futuro de la política. Taurus.[4]
- — (2012). La mentira os hará libres. Realidad y ficción en la democracia. Barcelona: Galaxia Gutenberg.[5]
- — (2021). La La sociedad de la intolerancia: Galaxia Gutenberg.

Coautor
- Subirats, Joan; Vallespín, Fernando (2015). España / Reset. Barcelona: Ariel.[6]
- Vallespín, Fernando; Bascuñán, Máriam M. (2017). Populismos. Madrid: Alianza Editorial.[7][8]